# Orbetello Challenger
Orbetello Challenger é um torneio tênis, que faz parte da série ATP Challenger Tour, realizado desde 2009, realizado em piso de saibro, em Orbetello, Itália.

## Edições

### Simples
| Ano  | Campeões                 | Finalistas             | Placar        | Ref.  |
| ---- | ------------------------ | ---------------------- | ------------- | ----- |
| 2013 | Filippo Volandri         | Pere Riba              | 6-4, 7-6(9-7) | [ 1 ] |
| 2012 | Roberto Bautista-Agut    | Dušan Lajović          | 6-3, 6-1      | [ 2 ] |
| 2011 | Filippo Volandri         | Matteo Viola           | 4-6, 6–3, 6-2 | [ 3 ] |
| 2010 | Pablo Andújar            | Édouard Roger-Vasselin | 6-4, 6-3      | [ 4 ] |
| 2009 | Oleksandr Dolgopolov Jr. | Pablo Andújar          | 6-4, 6-2      |       |

### Duplas
| Ano  | Campeões                            | Finalistas                       | Placar                   | Ref.  |
| ---- | ----------------------------------- | -------------------------------- | ------------------------ | ----- |
| 2013 | Marco Crugnola Simone Vagnozzi      | Guillermo Durán Renzo Olivo      | 7-6(7-3) 6-7(7-5) [10-6] | [ 5 ] |
| 2012 | Stefano Ianni Dane Propoggia        | Alessio di Mauro Simone Vagnozzi | 6–3, 6–2                 | [ 6 ] |
| 2011 | Julian Knowle Igor Zelenay          | Romain Jouan Benoît Paire        | 6–1, 7–6(7–2)            | [ 7 ] |
| 2010 | Alessio di Mauro Alessandro Motti   | Nikola Mektić Ivan Zovko         | 6–2, 3–6, [10–3]         |       |
| 2009 | Paolo Lorenzi Giancarlo Petrazzuolo | Alessio di Mauro Manuel Jorquera | 7-6(7-5), 3-6, [10-6]    |       |

## Ligações Externas
- Site Oficial
- ITF search